# Fritillaria pinardii
Fritillaria pinardii är en liljeväxtart som beskrevs av Pierre Edmond Boissier. Fritillaria pinardii ingår i Klockliljesläktet och i familjen liljeväxter.
Artens utbredningsområde anges som Turkiet, Transcaucasus, västra och centrala Iran och Libanon

## Underarter
Arten delas in i följande underarter:
- F. p. hajastanica
- F. p. pinardii